# Letitia James
Letitia Ann James, detta Tish (New York City, 18 ottobre 1958), è un avvocato e politica statunitense, Membro del Partito Democratico e dal gennaio 2019 Procuratore Generale di New York. È la prima afro-americana e la prima donna ad essere eletta nell'incarico.

## Biografia
Letitia Ann James è nata nell'ottobre 1958 a Brooklyn, New York. È una degli otto figli nati da Nellie James (nata nel 1919, Martinsville, Virginia) e Robert James. Ha frequentato le scuole pubbliche di New York City. Cresciuta a Park Slope, Brooklyn, ha frequentato la Fort Hamilton High School. Si è diplomata presso il Lehman College della City University di New York nel 1981, specializzandosi in arti liberali con particolare attenzione al lavoro sociale.
Ha conseguito la laurea in giurisprudenza presso la Howard University School of Law di Washington ed è stata ammessa alla pratica legale nello Stato di New York nel 1989. Nel 2013, James ha frequentato la School of International and Public Affairs (SIPA) della Columbia University con sede a New York City per un Master of Public Administration.

## Carriera
James ha iniziato come difensore pubblico per la Legal Aid Society e ha fondato l'Urban Network, una coalizione di organizzazioni professionali afroamericane volte a fornire borse di studio per i giovani.
Ha fatto parte della task force sulla diversità nella magistratura dell'ex governatore di New York Mario Cuomo. Ha prestato servizio come consulente per Albert Vann, capo del personale di Roger L. Green nell'Assemblea dello Stato di New York e nell'amministrazione del procuratore generale di New York Eliot Spitzer. Nel 1999 è stata nominata primo assistente procuratore generale responsabile dell'ufficio regionale di Brooklyn. Mentre lavorava in quel ruolo, James si è concentrata in particolare sui reclami dei consumatori riguardanti prestiti ai limiti dell'usura e altre pratiche commerciali illegali.

### In Consiglio nel 2003
Il primo tentativo di James per il 35º distretto del Consiglio è stato nel novembre 2001. In una gara serrata, James ha ricevuto il 42% dei voti sulla linea del Working Families Party, ma ha perso contro James E. Davis, un democratico. Nel luglio 2003, pochi mesi prima delle elezioni, Davis fu assassinato da Othniel Askew, un ex rivale politico. Dopo la morte di Davis, suo fratello Geoffrey si candidò per il seggio vacante al Consiglio con il Partito Democratico, ma il giorno delle elezioni, il 4 novembre 2003, Geoffrey A. Davis perse con un ampio margine contro James come candidata sempre del Working Families Party. In quella gara del 2003, James è diventata ufficialmente membro del Working Families Party.

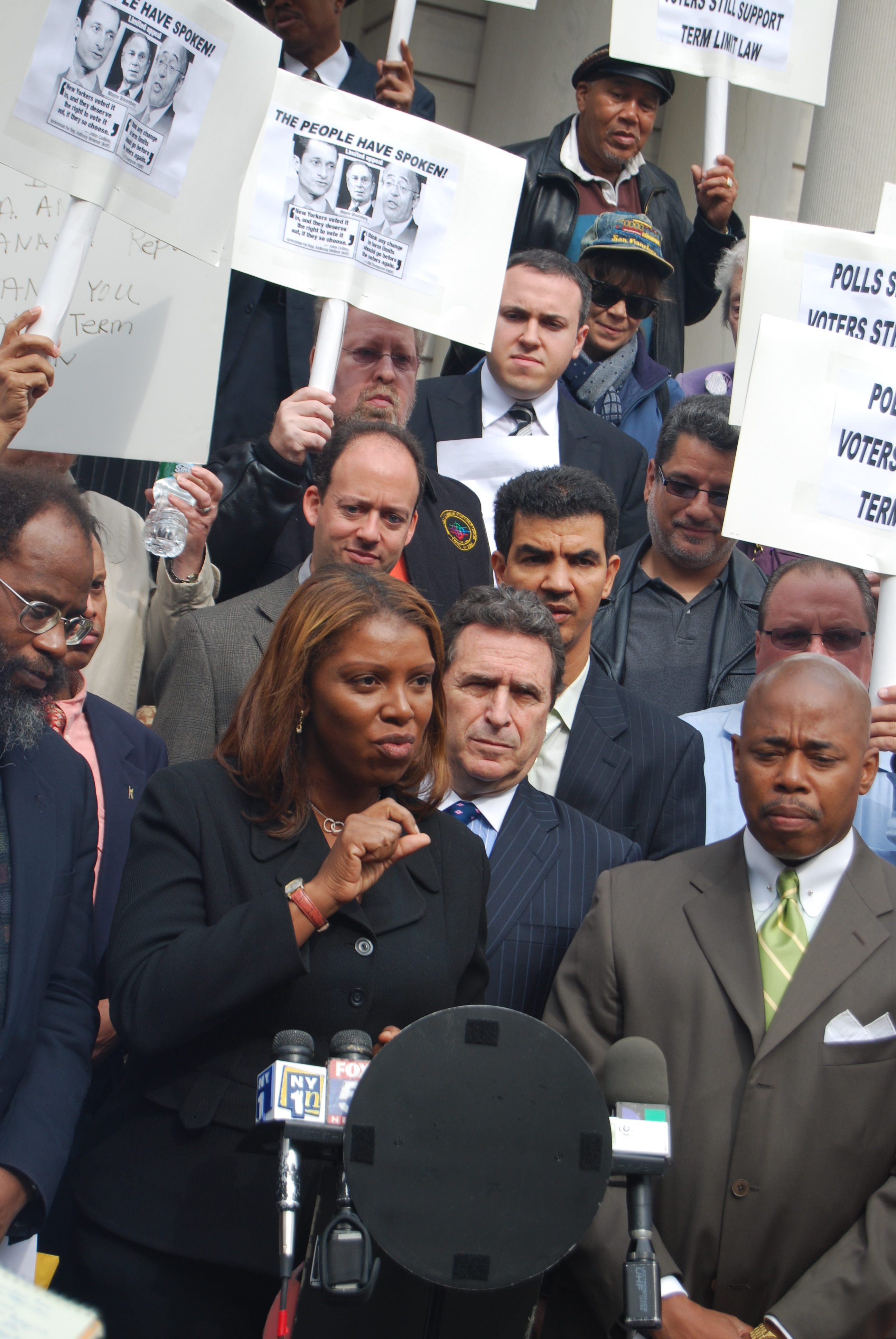
James parla alla City Hall di New York, 2008

James è il primo membro del Working Families Party a ottenere una carica nello Stato di New York.  Da allora è tornata al partito democratico. James ha vinto ancora una volta le primarie con un ampio margine su Samuel Eric Blackwell, un urbanista presso la Long Island University. È stata rieletta sulla linea democratica l'8 novembre 2005, con l'88,11% dei voti, rispetto al 6,80% del repubblicano Anthony Herbert e al 5,08% del candidato del Partito dell'Indipendenza Charles B. Billups.
Il 10 ottobre 2006 si è verificato un devastante incendio alla Broken Angel House, un'icona architettonica a Clinton Hill, Brooklyn. L'incendio ha attirato l'attenzione del Dipartimento degli edifici di New York City, che ha portato all'emissione di citazioni per numerose violazioni del codice edilizio. James ha rappresentato il proprietario di Broken Angel, Arthur Wood, pro bono nelle sue trattative per mantenere la sua casa. L'agenzia ha deciso di consentire a Wood di rioccupare Broken Angel a condizione che i livelli superiori fossero abbattuti e la tromba delle scale centrale ricostruita.
È stata la prima a mettere in discussione il superamento dei costi e le irregolarità nel lavoro di subappalto del nuovo sistema di buste paga di CityTime, tanto pubblicizzato dal sindaco Michael Bloomberg, che alla fine ha portato a diverse accuse; Bloomberg ha chiesto a un gigante della tecnologia di restituire 600 milioni di dollari e due consulenti sono fuggiti dal paese nel 2011.
James inizialmente sostenne la demolizione delle case stile Secondo Impero su Admiral's Row per costruire un parcheggio per un supermercato proposto per servire i residenti nei complessi residenziali vicini, ma in seguito sostenne la conservazione di alcune delle abitazioni storiche. Nel 2008, James, con Bill de Blasio, si è opposta ai tentativi del sindaco Bloomberg di cercare un terzo mandato senza un referendum elettorale. 

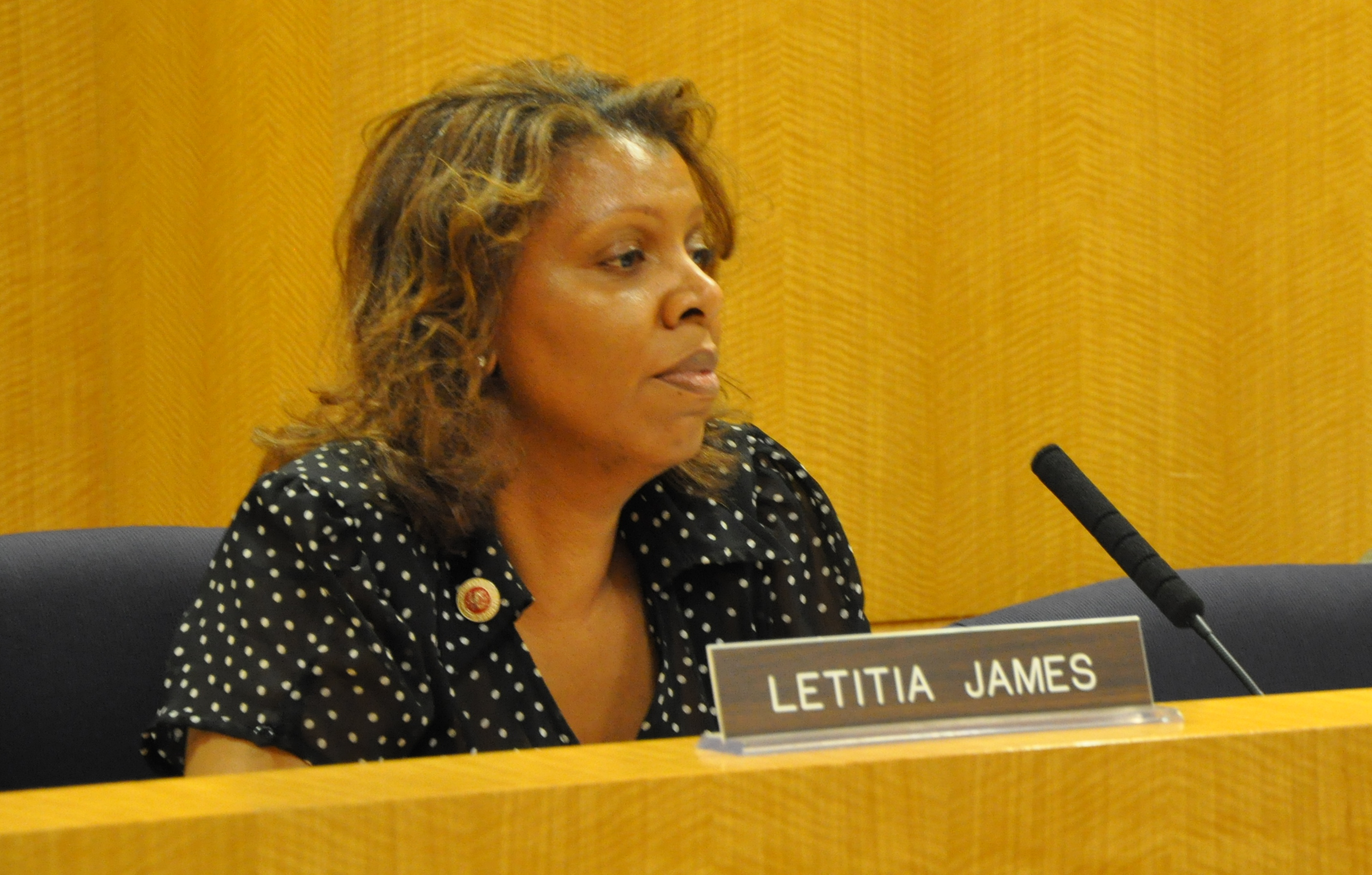
James al Consiglio di New York City nel 2009

James ha vinto le primarie democratiche nel settembre 2009 contro i suoi avversari, l'organizzatrice della comunità Delia Hunley-Adossa, che ha ricevuto più di 200.000 dollari da Forest City Ratner, e Medhanie Estiphanos, consulente finanziario. James ha continuato a vincere la rielezione per un secondo mandato.
Nel maggio 2013, con un gruppo che comprendeva sindacati edilizi, gruppi comunitari e altri funzionari eletti, ha preso parte a una causa ai sensi dell'articolo 78 contro l'amministrazione Bloomberg e l'Acadia Realty Trust chiedendo la chiusura del progetto immobiliare City Point e un rivalutazione del suo impatto ambientale.
Nel giugno 2016, James ha tentato di fare pressioni su sei istituti finanziari, tra cui BB&T, Berkshire Bank, Citizens Financial Group, People's United Bank, Regions Financial Corporation e TD Bank, affinché ponessero fine alla pratica di fornire servizi finanziari ai produttori di armi. A BB&T fu espressamente richiesto di eliminare i conti della SIG Sauer del New Hampshire, ma la richiesta fu respinta.